# Dal profondo dello spazio
Dal profondo dello spazio è un film del 1987 diretto da Fred Olen Ray.

## Trama
Un satellite segreto contenente un'arma biologica precipita sulla Terra. Dopo lo schianto, la creatura fugge vicino a Los Angeles ed inizia a seminare morte e terrore tra i cittadini. Il poliziotto Ian McLemore viene incaricato di fermarlo.

## Produzione
Il film è stato girato con un budget di 2 milioni di dollari.

## Distribuzione
In Italia il film non è mai stato distribuito nei cinema ed è stato trasmesso unicamente in televisione il 27 aprile 1991 su Italia7.